# Scinax alter
Scinax alter és una espècie de granota de la família dels hílids endèmica del Brasil. Habita els matolls humits subtropical o tropical, prades inundades de baixa altura o humides estacionàriament del tipus subtropical o tropical, pantans, llacs intermitents, pantans, aiguamolls d'aigua dolça, pastures i llacunes. La seva distribució va des de la regió de Pernambuco fins a Rio Grande do Sul del Brasil. Es troben exemplars fins als 1.000 m d'altitud. És una espècie que s'adapta molt fàcilment i no té amenaces conegudes.